# Vysoký Kámen (berg i Tjeckien, Södra Böhmen)
Vysoký Kámen är ett berg i Tjeckien.   Det ligger i regionen Södra Böhmen, i den centrala delen av landet, 120 km söder om huvudstaden Prag. Toppen på Vysoký Kámen är 729 meter över havet, eller 53 meter över den omgivande terrängen. Bredden vid basen är 4,4 km.
Terrängen runt Vysoký Kámen är huvudsakligen platt, men österut är den kuperad. Runt Vysoký Kámen är det ganska glesbefolkat, med 23 invånare per kvadratkilometer. Närmaste större samhälle är Jindřichův Hradec, 14,7 km väster om Vysoký Kámen. I omgivningarna runt Vysoký Kámen växer i huvudsak barrskog.